# 艾氏盾眼鯛
艾氏盾眼鯛，為輻鰭魚綱金眼鯛目燧鯛亞目燈眼魚科盾眼鯛屬的其中一種，該物種分布於中西太平洋區的斐濟海域，屬深海魚類，棲息深度可達458公尺，體長可達4.8公分。